# Game Mania
Game Mania is een Belgische voormalige winkelketen van computerspellen en spelcomputers die tot het faillissement van de keten in september 2024 een webshop en 30 fysieke winkels had, waarvan 18 in Nederland en 12 in België. Na het
faillissement stopten in de maanden daarna ook de overblijvende winkels van franchisehouders in Dendermonde, Sint-Niklaas en Brugge.
Het bedrijf werd in 1992 in de Bredabaan te Merksem opgericht door Peter Bergmans, Benny Cockx en Etienne Delrue. In 2006 voegde de groep van Free Record Shop de keten toe aan haar portefeuille. Eind 2012, net voor de Free Record Group failliet ging, kwam Game Mania in de handen van een andere investeerdersgroep. In mei 2013 werd het bedrijf weer overgenomen door de drie oorspronkelijke oprichters. Het gevolg van deze overname was dat de winkelketen zelfstandig kon verdergaan en er ongeveer 700 banen behouden konden blijven.
De leiding van Game Mania was gecentraliseerd in het hoofdkantoor te Oelegem. Game Mania was actief in België en Nederland en had in deze twee landen samen 76 vestigingen. Game Mania werd in 2010, 2011, 2012 en 2013 in zowel Nederland als België uitgeroepen tot Beste Winkelketen in de categorie cd, dvd en games.
Directeur Kris Lenaerts gaf aan dat men vanaf 2019 een aantal fysieke winkels opnieuw in gaat richten met een nieuwe winkelformule. Ook zou Game Mania zich verder op de online markt willen richten.
In juni 2024 vroeg Heroik, het moederbedrijf van Game Mania, bescherming tegen zijn schuldeisers aan en begon de zoektocht naar een overnemer voor de nog 35 resterende winkels. Op 2 september 2024 vroeg Game Mania faillissement aan omdat er uiteindelijk geen koper kon worden gevonden voor de fysieke winkels, alsmede alle online activiteiten.
Op vrijdag 15 augustus 2025 werd Game Mania geherlanceerd in vorm van een webshop in zowel België als Nederland. 